# Gyógymasszőr
A gyógymasszőr egészségügyi intézményekben a szakorvos utasítására és felügyelete mellett,diagnózis alapján, gyógymasszázst, betegségspecifikus gyógymasszázst, nyirokmasszázst, passzívkimozgatást és reflexzóna masszázs. Csapatban dolgozva támogatja az orvos munkáját,együttműködik a gyógytornásszal, fizikoterápiás szakasszisztenssel a betegek (páciensek)gyógyulása, rehabilitációja és pihenése érdekében. Fürdőkben, wellness részlegeken fizikai
közérzetjavító, frissítő masszázst nyújt, hidro- és balneoterápiás kezeléseket végez.
A gyógymasszőr egészségügyi intézményekben a szakorvos utasítására és felügyelete mellett,
diagnózis alapján, gyógymasszázst, betegségspecifikus gyógymasszázst, nyirokmasszázst, passzív
kimozgatást és reflexzóna masszázs. Csapatban dolgozva támogatja az orvos munkáját,
együttműködik a gyógytornásszal, fizikoterápiás szakasszisztenssel a betegek (páciensek)
gyógyulása, rehabilitációja és pihenése érdekében. Fürdőkben, wellness részlegeken fizikai
közérzetjavító, frissítő masszázst nyújt, hidro- és balneoterápiás kezeléseket végez.
A gyógymasszőr orvosi rendelvény hiányában nem gyógymasszázst, hanem frissítőmasszázst végez
A Gyógymasszőr a gyógymasszázst mint egészségügyi szolgáltatást kizárólag az egészségügyi hatóság által kiadott működési engedély birtokában, az abban meghatározottak szerint végezheti.

## A Gyógymasszőr szakképesítéssel rendelkező képes
- betegmegfigyelést végezni
- állapotfelmérést végezni
- a csapat tagjaival szaknyelven kommunikálni
- a frissítő masszázs végzése során a svédmasszázs alapfogásait (simítás, gyúrás, dörzsölés, ütögetés, rezegtetés) alkalmazni különböző vivőanyagok (szappan, talcum, krém, olaj)használatával,
- a teljes test és az egyes testtájak masszírozásában a különleges masszázsfajtákat alkalmazni (Például zuhany alatti, hammam, cellulit, méz, csokoládé, szárazkefe és víz alatti vízsugármasszázs)
- aromaterápiás masszázst végezni
- a balneo- és hidroterápiás kezelésekben a különböző hőmérsékletű és kiterjedésű fürdőkkel végzett kezeléseket (pakolások göngyölések, lemosások, dörzsölések, hideg leöntések, öblítések, gyógyszeres, gyógynövényes fürdőkezelések, pezsgőfürdőt) végezni
- szénsavhó, szénsavgáz, szénsavas fürdő kezeléseket végezni
- hőlégkamra, gőzkamra, szauna kezelést végezni, és elvégzi a szaunamester feladatait (felöntés),
- iszapkezeléseket alkalmazni (előkészülni a különböző iszapkezelésekhez, iszapkompresszt, vödör és résziszapkezelést, iszapgöngyölést, mitigált iszapkezelést, parafangót kivitelezni, iszapkezelés utáni teendőket elvégezni
- súlyfürdő és trakciós kezeléseket végezni
- gyógyvizes ivókúrát alkalmazni
- elsősegélynyújtási feladatokat ellátni (sérülések ellátása, elektromos és hőártalom okozta balesetek megelőzése és ellátása, újraélesztés, vércukor és vérnyomás eltérések felismerése),
- a masszázshoz szükséges berendezéseket, vivőanyagokat (talcum, krém, olaj, szappan), eszközöket szakszerűen alkalmazni, kezelés után azokat tisztítani, fertőtleníteni,
- higiénés szabályokat betartani, különös tekintettel a biológiai kockázati tényezőkre,
- anatómiai-élettani és alapvető klinikai ismereteket a munkája során alkalmazni
- a csapat tagjaival szaknyelven kommunikálni
- a szakmai és etikai normákat betartani
- a tevékenységével kapcsolatos adminisztrációs feladatokat elvégezni,
- a munkája során használt szakkifejezéseket alkalmazni.
- betartani a munkavédelmi, környezetvédelmi, tűzvédelmi és érintésvédelmi szabályokat,előírásokat
- -betegjogokat, betegbiztonságot betartani
- gyógymasszázst és betegségspecifikus gyógymasszázst alkalmaz.
- betegséget, és az elméleti képzés során elsajátította reumatológiai, ortopédiai, traumatológiai- betegségeket kezel
- szegmentmasszázst, végezni
- kötőszöveti masszázst, végezni
- perioszteális masszázst végezni
- nyirokmasszázst végezni
- passzív kimozgatást végezni
- munkájához kapcsolódó dokumentációkat vezetni
- betartani a higiénés, valamint környezetvédelmi és tűzvédelmi szabályokat, előírásokat
- egészségnevelési feladatokat ellátni,
- részt venni a rehabilitációban
- elsősegélyt nyújtani
- anatómiai, élettani, kórélettani, valamint klinikai ismereteket a munkája során alkalmazni

## Engedélyek
A gyógymasszázs mint egészségügyi szolgáltatás kizárólag az egészségügyi hatóság által kiadott működési engedély birtokában, az abban meghatározottak szerint kezdhető meg, illetve folytatható.
Engedélyhez szükséges (Önálló Egészségügyi tevékenység)
- Érvényes MESZK Kamarai tagság ( Magyar Egészségügyi Szakdolgozói Kamara)
- #Alapnyilvántartási szám
- Érvényes#Működési nyilvántartás

## Alapnyilvántartási szám
Az egészségügyi dolgozók alapnyilvántartásának rendeltetése, hogy tartalmazza mindazon személyeket, akik Magyarországon egészségügyi szakképesítéssel rendelkeznek.
```
Azt a személyt, aki Magyarországon az állam által elismert oktatási intézményben szerzett vagy külföldön szerzett és Magyarországon honosított, vagy elismert egészségügyi szakképesítéssel rendelkezik, az oklevél, illetve bizonyítvány megszerzését követően alapnyilvántartásba kell venni.
```

Az oklevelet, bizonyítványt kiállító (honosító stb.) szervek az egészségügyi szakképesítés megszerzéséről értesítik az ÁEEK-et, így az alapnyilvántartásba történő felvétel rögzítése az oktatási intézmény jelentése alapján hivatalból történik (az Ügyfélnek ezzel kapcsolatos tennivalója nincs)

## Működési nyilvántartás
```
Magyarországon egészségügyi tevékenység önállóan vagy felügyelet mellett végezhető. Egészségügyi tevékenységet önállóan csak az végezhet, aki a tevékenység végzéséhez megfelelő szakképesítéssel szerepel az alap-, és a működési nyilvántartásban (rendelkezik érvényes működési nyilvántartással).
```

- A működési nyilvántartást az Állami Egészségügyi Ellátó Központ (ÁEEK) vezeti.
- Működési nyilvántartással kapcsolatos eljárás csak az Ügyfél kérelmére indul.
- Amennyiben a kérelem teljes, hiánytalan és az Ügyfél az összes szükséges mellékletet csatolta, kiállításra kerül részére a működési nyilvántartási igazolvány(kártya), amely igazolja az önálló egészségügyi tevékenység végzésre való jogosultságot

## Továbbképzési pontok - szakdolgozó
A továbbképzési időszak (ciklus) a működési nyilvántartásba kerülés napjával indul.
A továbbképzésre működési nyilvántartási számával, ennek hiányában alapnyilvántartási számmal jelentkezhet. Az alapnyilvántartási számát megtekintheti a https://kereso.enkk.hu/ oldalon, az „egészségügyi szakdolgozók” címszó alatti keresőben.
Az egészségügyi szakdolgozóknak a működési nyilvántartásuk érvényességi ideje alatt (továbbképzési időszak) a szakképesítésüknek megfelelő szakmacsoporton belül 150 továbbképzési pontot kell teljesíteniük az alábbiak szerint:
- gyakorlat (minimum 60, maximum 100 pont),
- kötelező szakmacsoportos elméleti továbbképzés (30 pont),
- szabadon választható elméleti továbbképzés (minimum 20, maximum 60 pont).
A továbbképzések pontigazolásait az Ügyfél juttatja el az ÁEEK EFF részére a kérelem formanyomtatványhoz csatolva.
Amennyiben speciális szakképesítéssel rendelkezik, javasoljuk, hogy már a továbbképzési ciklus elején kezdje meg az elméleti pontok gyűjtését tekintettel arra, hogy egyes szakképesítések esetében ritkábban indul kötelező elméleti továbbképzés.

### GYAKORLATI PONTOK
Az egészségügyi szakdolgozónak a továbbképzési időszak gyakorlati részének teljesítéséhez minimum 3 évet hazai vagy külföldi foglalkoztatónál a szakképesítésének (szakmacsoportjának) megfelelő munkakörben kell eltöltenie. A gyakorlati idő értéke évente 20 pont.
Amennyiben az Ügyfél 3 évnél kevesebb munkaviszonyt tud igazolni, 1-3 hónapig tartó felügyelet mellett végzett kiegészítő gyakorlati továbbképzéssel pótolhatja a gyakorlati pontjait. Az így teljesített gyakorlati idő értéke havonta 20 pont, összesen maximum 60 pont. A kiegészítő gyakorlati továbbképzésért kapható pontszámokat az Igazolás felügyelet mellett dolgozó személynek című nyomtatvánnyal lehet igényelni.
Felügyeletet ellátó személy olyan orvos vagy szakdolgozó lehet, aki érvényes működési nyilvántartással, azonos vagy magasabb fokú szakképesítéssel rendelkezik (azonos szakmacsoporton belül), mint a felügyelet alatt álló személy. A felügyeletet ellátó szakdolgozó ezért a tevékenységéért havonta 5 szabadon választható elméleti pontra jogosult.
A felügyelet ellátásáért járó pontokat az Igazolás felügyeletet ellátó személynek című nyomtatvánnyal lehet igényelni.
Vállalkozók esetében a gyakorlati idő teljesítését a működési engedélyt kibocsátó egészségügyi államigazgatási szerv (az országos tisztifőorvos feladatait ellátó helyettes államtitkár, illetve az illetékes járási hivatal) igazolja.

### SZAKMACSOPORTOS TOVÁBBKÉPZÉS
A továbbképzési időszak alatt az egészségügyi szakdolgozónak a szakképesítésének (szakképesítéseinek) megfelelő kötelező szakmacsoportos továbbképzésen kell részt vennie. A továbbképzési időszak alatt egy kötelező szakmacsoportos továbbképzésen a továbbképzésre kötelezett finanszírozott formában (ingyenesen) vehet részt (kivéve a nem konvencionális eljárások körébe tartozó továbbképzések: Természetgyógyászat szakmacsoport esetében).
A kötelező szakmacsoportos továbbképzésen való részvétel – maradéktalan részvétel, ill. teljesített tudásszint felmérő esetén - 30 továbbképzési pontot ér.
Az aktuális továbbképzések listája a SZAFTEX II (https://szaftex.aeek.hu/) oldalra kerül feltöltésre.

### SZABADON VÁLASZTHATÓ ELMÉLETI TOVÁBBKÉPZÉS
A megszerzendő szabadon választható továbbképzési pontok mértéke függ a teljesített gyakorlati pontok számától.
A szabadon választható minősített továbbképzések listája megtalálható az ÁEEK EFF honlapján (www.enkk.hu).

## A GYÓGYMASSZŐRÖK ELHELYEZKEDÉSI LEHETŐSÉGE
1. Munkaviszonyban alkalmazottként. (Önálló vagy felügyelet mellett végzett Egészségügyi tevékenység)
2. Társas vagy egyéni vállalkozóként. (Önállóan felügyelet nélkül végzett Egészségügyi tevékenység)

Munkaviszony létesítéséhez szükséges:
- Egészségügyi alkalmasság és a kötelező védőoltások megléte
- Magyar Egészségügyi Szakdolgozói Kamarai tagság
- Érvényes alap és működési nyilvántartás

A továbbiakban a szakmai továbbképzési gyakorlati pontokat a munkahely igazolja 
Önálló tevékenység esetén a vállalkozás indításához szükséges. (ÁNTSZ mint illetékes engedélyező hatósághoz beadandó dokumentumok, igazolások.)
- Minimum 1 év igazolt gyógymasszőri munkakör
- Egészségügyi alkalmasság és a kötelező védőoltások megléte
- Magyar Egészségügyi Szakdolgozói Kamarai tagság
- Érvényes alap és működési nyilvántartás
- Szakmai felelősség biztosítás
- Szakmai program elkészítése
- Konzulens orvos
- ÁNTSZ engedély

Önálló tevékenység esetén a szakmai továbbképzési pontokat az ÁNTSZ igazolja.